# Маконри Швалгер
Маконри Швалгер (енгл. Mahonri Schwalger; 15. септембар 1978) професионални је самоански рагбиста, који тренутно игра за Каунтис Манукау у ИТМ Купу. Родио се на Самои, али је убрзо са фамилијом емигрирао на Нови Зеланд. У првој лиги Новог Зеланда, дебитовао је за Хокс беј против Ваиката. Добрим партијама у дресу Велингтона, изборио се за место у Хајлендерсима. У супер рагбију је после Хајлендерса играо и за Херикејнсе. Јесени 2007. одлази у Европу. Провео је 2 сезоне у Скарлетсима и 1 сезону у енглеском Сејлу. 2010. вратио се на Нови Зеланд, где ће још неколико сезона играти у ИТМ Купу и у супер рагбију. За репрезентацију Самое дебитовао је у тест мечу 2000. против Велса. Био је део репрезентације Самое на светским првенствима 2003. и 2007. а на светском првенству 2011. предводио је репрезентацију Самое као капитен. Због критиковања стручног штаба, избачен је из репрезентације Самое 2012.